# Ewa Kłobukowska
Ewa Janina Kłobukowska (Varsavia, 1º ottobre 1946) è un'ex velocista polacca, campionessa olimpica della staffetta 4×100 metri ai Giochi di Tokyo 1964.

## Biografia
Nel 1964 ha vinto la medaglia d'oro olimpica nella staffetta 4×100 metri e quella di bronzo nei 100 metri piani femminili ai Giochi di Tokyo.
Nel 1965, a Praga ha stabilito il record mondiale nei 100 m col tempo di 11"1. L'anno successivo agli Europei di Budapest ha vinto due medaglie d'oro (100 m e staffetta 4×100 m) ed una d'argento (200 m).
Kłobukowska è stata anche la prima atleta olimpica a fallire il test del sesso. Avendo fatto registrare "un cromosoma di troppo", fallì una delle prime forme dell'esame della cromatina nel 1967 e di conseguenza fu bandita dalle competizioni sportive professionistiche.
L'esatta tipologia della sua anomalia cromosomica non fu mai rivelata, tuttavia, alcuni anni dopo la sua esclusione fu riportata la notizia che fosse rimasta incinta e avesse dato alla luce un figlio.

## Palmarès
| Anno | Manifestazione  | Sede     | Evento      | Risultato | Prestazione | Note            |
| ---- | --------------- | -------- | ----------- | --------- | ----------- | --------------- |
| 1964 | Giochi olimpici | Tokyo    | 100 metri   | Bronzo    | 11"6        |                 |
| 1964 | Giochi olimpici | Tokyo    | 4×100 metri | Oro       | 43"6        | Record mondiale |
| 1966 | Europei         | Budapest | 100 metri   | Oro       | 11"5        |                 |
| 1966 | Europei         | Budapest | 200 metri   | Argento   | 23"4        |                 |
| 1966 | Europei         | Budapest | 4×100 metri | Oro       | 44"4        |                 |